# Hawk (Rennwagen)

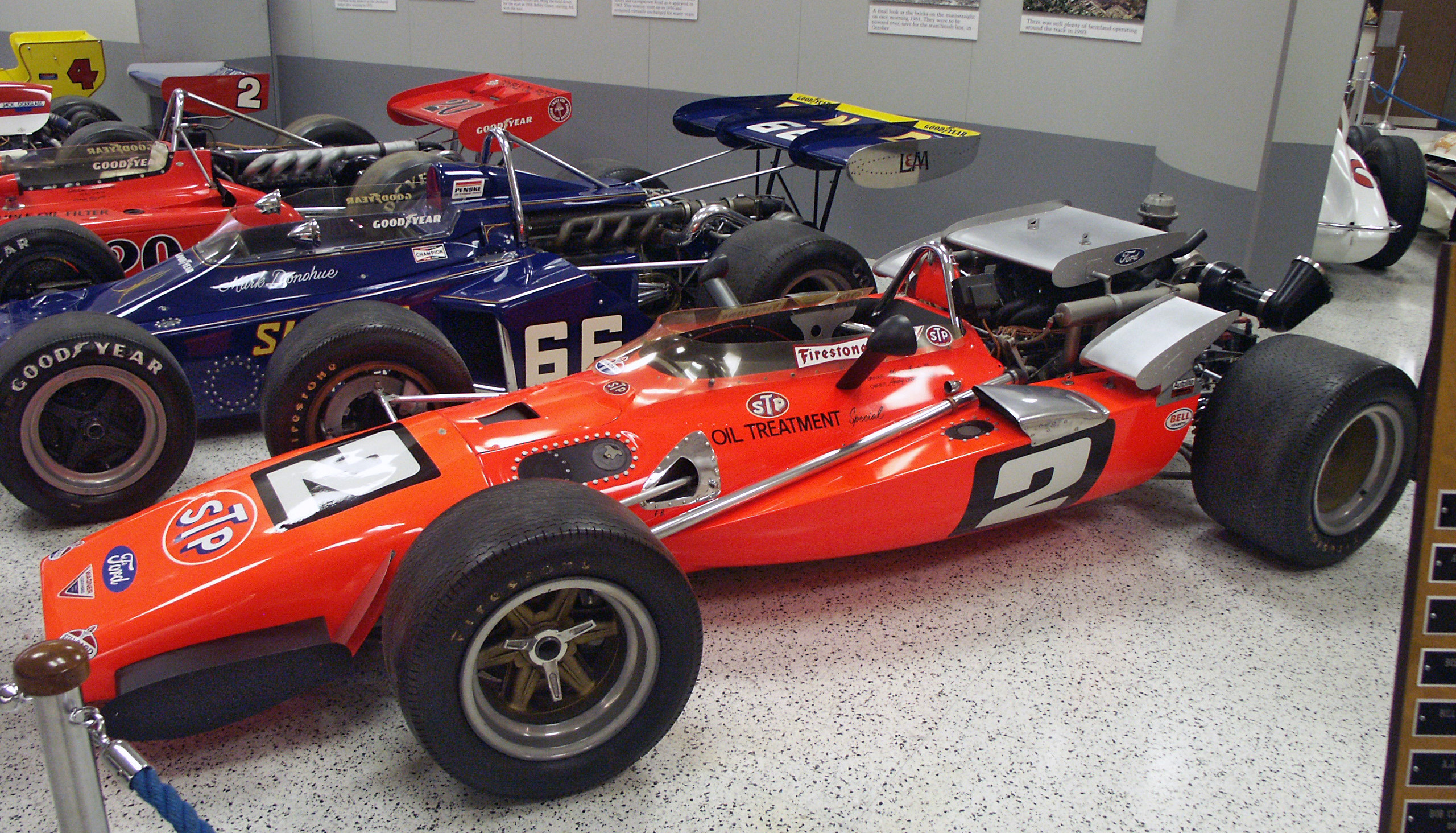
Eine Replica des Brawner-Hawk, mit dem Mario Andretti die 500 Meilen von Indianapolis 1969 gewann

Hawk, auch als Brawner-Hawk bezeichnet, war ein US-amerikanischer Chassis-Hersteller im Monoposto-Rennwagenbau der 1960er-Jahre.

## Geschichte
Zwischen 1965 und 1969 entwickelte der Automechaniker und Ingenieur Clint Brawner eine Serie von Chassis für offene Formelwagen für Indy-Car-Rennen in den USA. Der erste Wagen wurde auf Grundlage eines gecrashten Brabham-Fords für dessen Wagenbesitzer John Zink entwickelt.  Die anfänglich Brawner-Hawk und später Hawk genannten Wagen waren speziell in den Händen von Mario Andretti sehr erfolgreich.

## Technik
Angetrieben wurde er ursprünglich vom Ford Indy V8-Motor mit 255 cu in (4 L) Hubraum und später mit 159–162 cu in (2.606–2.655 cc), 700 PS (520 kW).. Das Chassis war leicht und wog nur etwa 640 kg, was ihm ein unglaubliches Leistungsgewicht verlieh.

## Erfolge
Den ersten Erfolg mit einem Hawk-Ford erzielte Mario Andretti beim USAC-Meisterschaftsrennen im Indianapolis Raceway Park 1965. Andretti gewann mit Hawk-Rennwagen die USAC-Meisterschaften 1965, 1966 und 1969. 1969 siegte Andretti auch beim 500-Meilen-Rennen von Indianapolis mit einem Hawk. Den letzten Sieg mit einem Hawk in der USAC feierte Andretti 1969 in Seattle.